# Arará
Arará es un grupo etnoreligioso minoritario en Cuba (especialmente en las provincias de La Habana y Matanzas) que descienden de los fon, ewe, popo, mahi y otros grupos étnicos en Dahomey. Arará también puede referirse a la música, el baile y la religión de este grupo de personas.

## Origen
La palabra arará y sus cognados, rada (Haití, Trinidad) y arrada (Carriacou), se derivan de Allada, una ciudad en Dahomey. Los cabildos de Arará (asociaciones étnicas) se formaron en el siglo XVII, y todavía existen diferencias culturales regionales entre las comunidades de arará en Cuba que se remontan a África (Arará Dajomé, Arará Sabalú y Arará Magino). El nombre Sabalú deriva de Savalu, una ciudad en el norte de Dahomey, y "Magino" deriva de Mahi. Los esclavos de estas áreas fueron llevados a otras partes de las Américas. Se pueden encontrar ejemplos sobrevivientes de la cultura Dahomeyan (como la música y la religión) en Haití, las Granadinas y las ciudades brasileñas de Sáo Luis do Maranháo, Salvador, Recife y Porto Alegre.

## Religión
La Regla de Arará, que no debe confundirse con el vudú cubano que mantiene la población haitiana del este de Cuba, está relacionada con la Regla de lucumí y vudú, con cierta superposición de canciones, espíritus y tradiciones. Los tres usan música de percusión y danza para inducir la posesión espiritual.

## Música
La música de arará se caracteriza por estilos de percusión particulares, que incluyen tambores, aplausos y percusiones corporales. Los instrumentos incluyen el ogan (una campana de hierro) que puede reemplazarse con una guataca (cuchilla de azada), cachimbo (tambor más pequeño, tono más alto), mula (tambor mediano) y caja (tambor más grande, tono más bajo). Los tambores son de una sola cabeza y cerrados en la parte inferior, afinados con clavijas. Otros nombres para estos tambores también se usan en algunas partes de Cuba, como hungan para la caja. El plomo se juega con un palo y una mano, mientras que los demás se juegan con pares de palos por jugadores sentados.

## Actualidad
Sus principales templos se encuentran en la provincia de Matanzas (Cuba).
- Araoko en la misma ciudad de Matanzas, en la casa del antiguo cabildo Espíritu Santo, fundado por el 1816. En este siglo estuvo regido por el venerable Mario Reyes hasta su muerte, heredando su cultura su viuda e hijos.
- Iré Moyokán radica en el municipio de Cárdenas: Templo casa fundada por el venerable Wenceslao Campos, en la barriada La Verbena hacia 1920 y hoy sostenida por su descendiente.
- Templo de los Zulueta: Debida al sabio babamí Marcos Zulueta y hoy sostenida por sus hijos.
- Iré Amoreyé en el barrio de Perico, Matanzas: La que fuera conocida en tiempo atrás como la Sociedad Africana, que según fuentes tradicionales fue fundada por una princesa dahomeyana cuyo nombre fue Ma Florentina Zulueta, quien sería sucedida por su hija adoptiva Victoria Zulueta, ya fallecida.
- Sociedad San Manuel: fundada por  Esteban Baró Tossu, y luego guiada por sus hijos.
- Ayá Fukalawó: Ciudad de Jovellanos en Matanzas.